# Solequelle

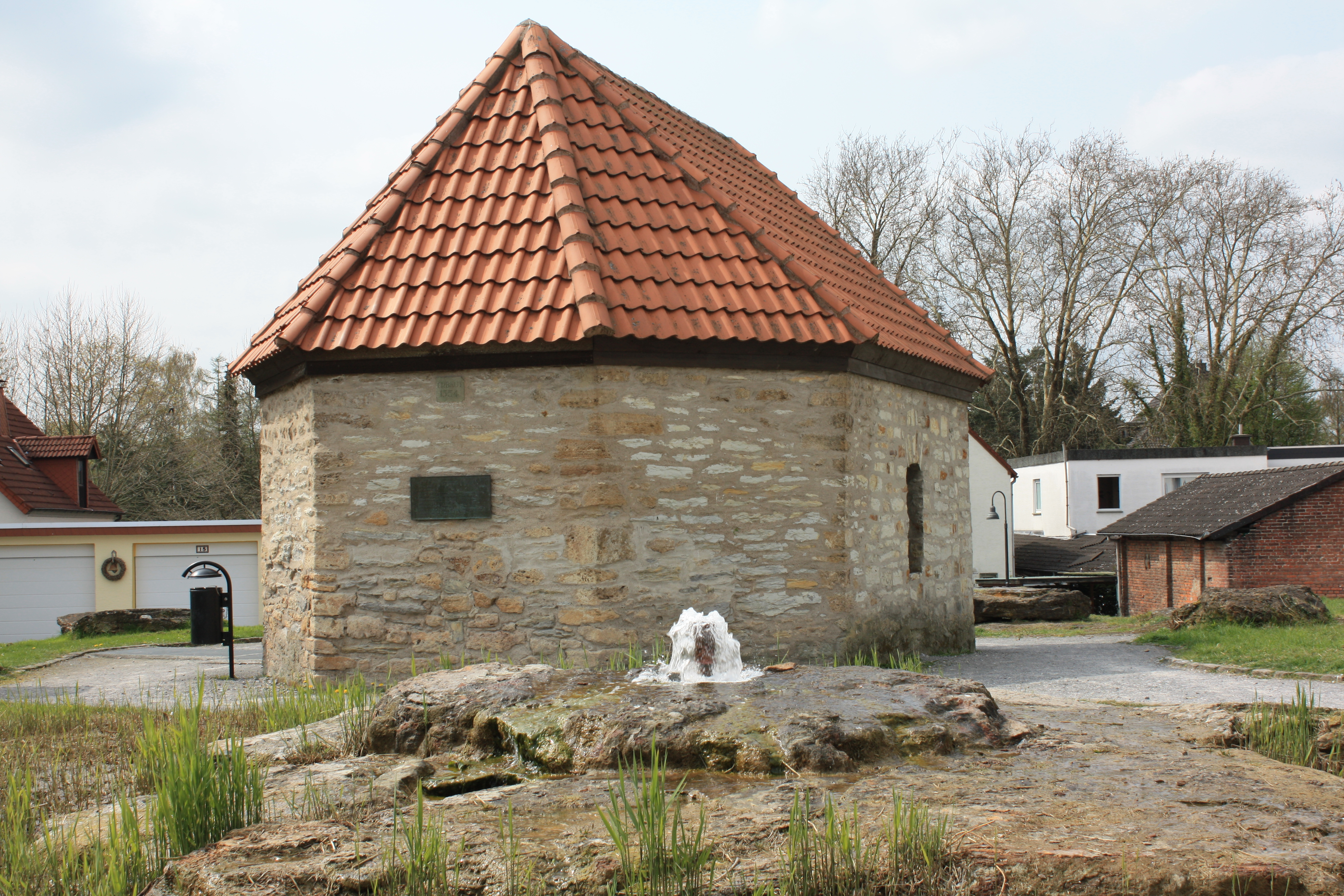
Unitasquelle auf dem Kütfelsen in Salzkotten, eine artesische Solequelle mit einer Konzentration von bis zu 35 g/l Natriumchlorid.

Eine Solequelle, auch als Solquelle oder Salzquelle bezeichnet, ist eine natürliche Quelle, deren Wasser einen natürlichen Salzgehalt von mindestens 10 g/l aufweist.
Solequellen sind heute meist als Geotope ausgewiesen und wurden regional schon in der späten Eisenzeit zu balneologischen Zwecken und lokal bereits in der Jungsteinzeit (Halle a. d. Saale) zur Salzgewinnung genutzt. Natürliche Solequellen finden sich oft im Dachbereich von Salzstöcken, im Ausstrich salinarer Gesteinsfolgen sowie von tektonischen Verwerfungen, die mit solchen Salinarfolgen in Verbindung stehen.
Gelegentlich werden vor allem in der balneologischen Literatur und auch im Zusammenhang mit historischen Orten der Salzgewinnung durch Tiefbohrungen hergestellte Solebrunnen fälschlicherweise ebenfalls als „Solequellen“ bezeichnet. Anders als bei Solequellen quillt bei Solebrunnen die Sole aber nicht natürlich aus dem Erdboden hervor, sondern wird künstlich durch Pumpen zutage gefördert. Die Sole aus künstlichen Brunnen wird prinzipiell zu denselben Zwecken wie die aus natürlichen Quellen genutzt.

## Entstehung

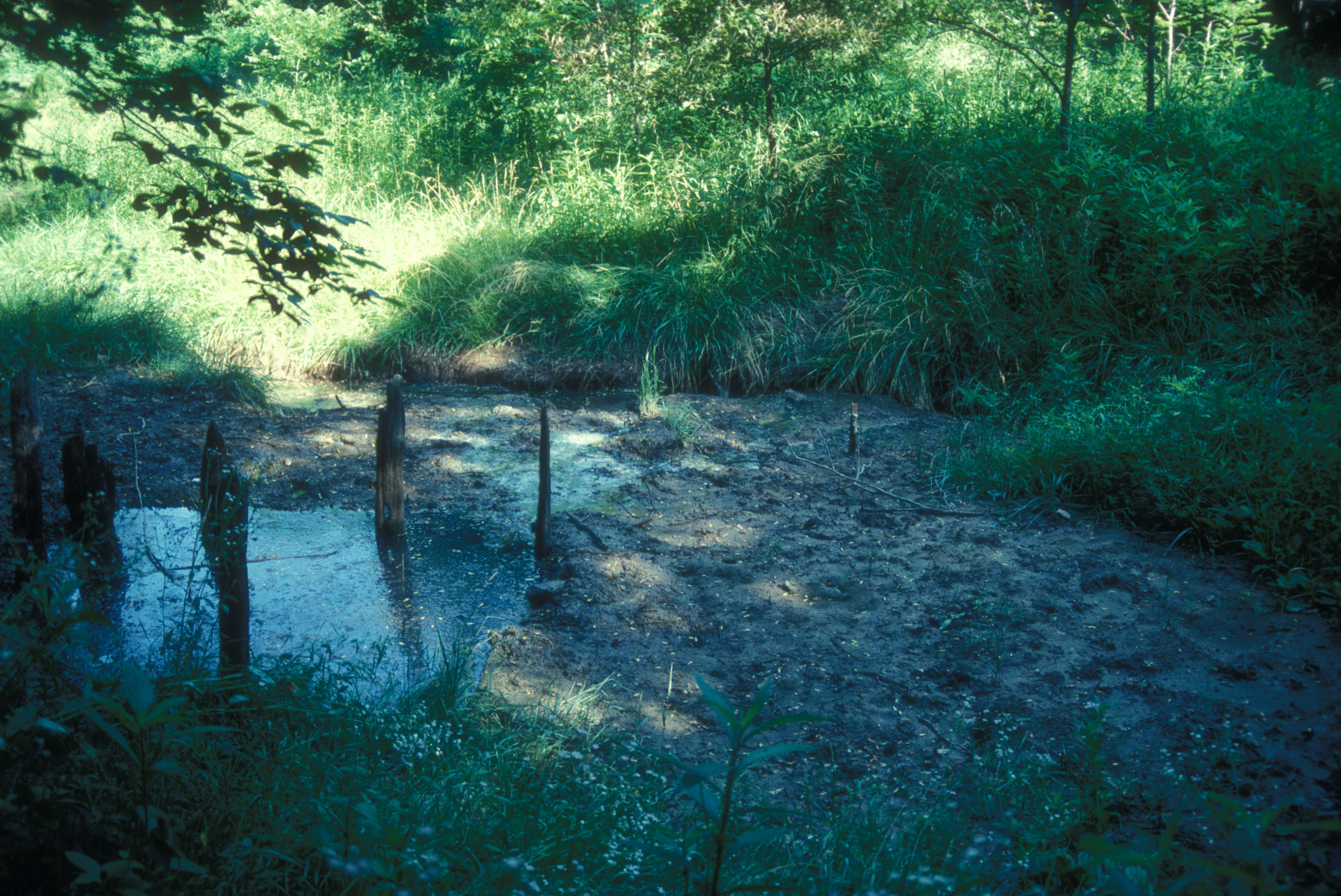
Salzquelle im Boonslick State Park in Missouri, USA

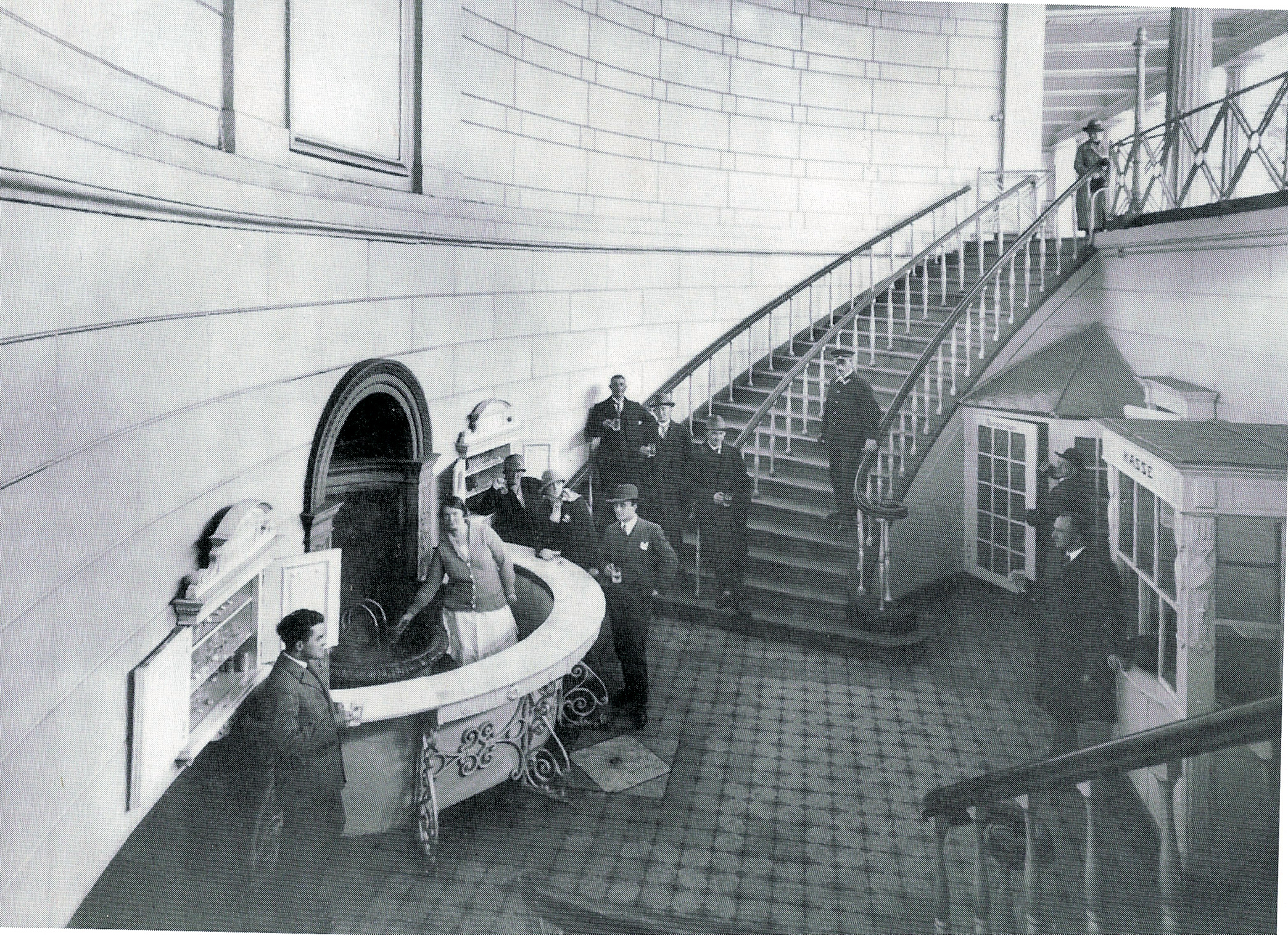
Heilwasserausgabe am Elisenbrunnen in Aachen

Natürliche Sole ist Grundwasser mit einem hohen Anteil an Natrium- und Chlorid-Ionen. Die Anreicherung mit diesen Ionen erfolgt oft innerhalb von Salinarfolgen beim Kontakt des Grundwassers mit dem darin enthaltenen Steinsalz. Steinsalzführende Gesteine oder reine Steinsalzlagerstätten befinden sich meist mehrere Hundert Meter unterhalb der Erdoberfläche. Weil Steinsalz sehr leicht wasserlöslich ist, kann es vom Grundwasser (geologisch auch als Formationswasser bezeichnet) leicht abgelaugt werden. Je nach Anteil des Steinsalzes und anderer leicht wasserlöslicher Evaporitminerale am vom Grundwasser durchströmten Gestein kann die ursprüngliche Schichtmächtigkeit beträchtlich reduziert werden, sodass sich an der Erdoberfläche mitunter Subrosionserscheinungen zeigen und sich sekundäre Wasserwegsamkeiten im Gestein ausbilden können, durch die sich die Subrosion noch verstärkt. Entlang größerer Störungen im Untergrund können Natrium-Chlorid-Wässer auch über größere Entfernungen in salzferne Gesteine eindringen (Solewanderung) oder bis zur Oberfläche aufsteigen und dort als Solequelle – häufig artesisch – zu Tage treten. Viele Solequellen, wie beispielsweise im Münsterland, werden hingegen durch stark mineralisierte konnate Wässer gespeist.
Im unmittelbaren Quellbereich können die schwerer löslichen der in der Sole enthaltenen Minerale (meist die Karbonate) ausgefällt werden und charakteristische Quellabsätze bilden.
Der überwiegende Teil der Solequellen in Mitteleuropa wird durch salinare Wässer gespeist, die aus dem Oberkarbon (Ruhrgebiet), dem Zechstein (Norddeutsches Tiefland, Hessische Senke, Thüringer Becken), der germanischen Trias (Thüringen, Hessische Senke), oder der alpinen Trias (Berchtesgadener Alpen, Salzkammergut) stammen.

## Nutzung
Je nach Zusammensetzung können sich die salzhaltigen Wässer zu Heilbädern oder Trinkkuren eignen. Früher wurden Solequellwässer oft in sogenannten Siede- oder Pfannhäusern (Salinen) zur Kochsalzgewinnung eingedampft. Heute werden Quellsolen auch verstärkt zur Herstellung kosmetischer Produkte eingesetzt.

## Beispiele für bedeutende Solequellen in Mitteleuropa

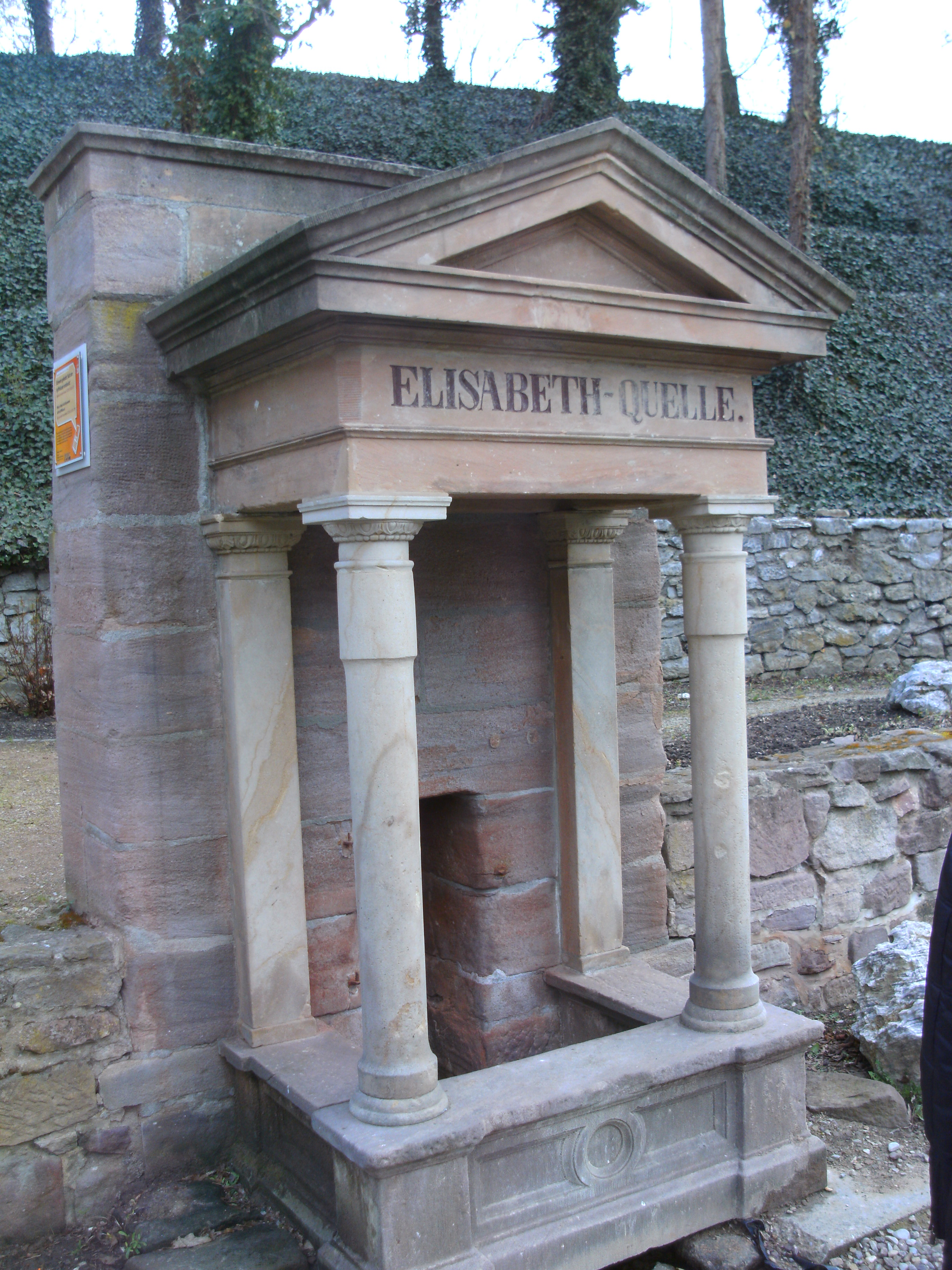
Quellfassung der Elisabethquelle im Quellgrund in Bad Frankenhausen am Kyffhäuser

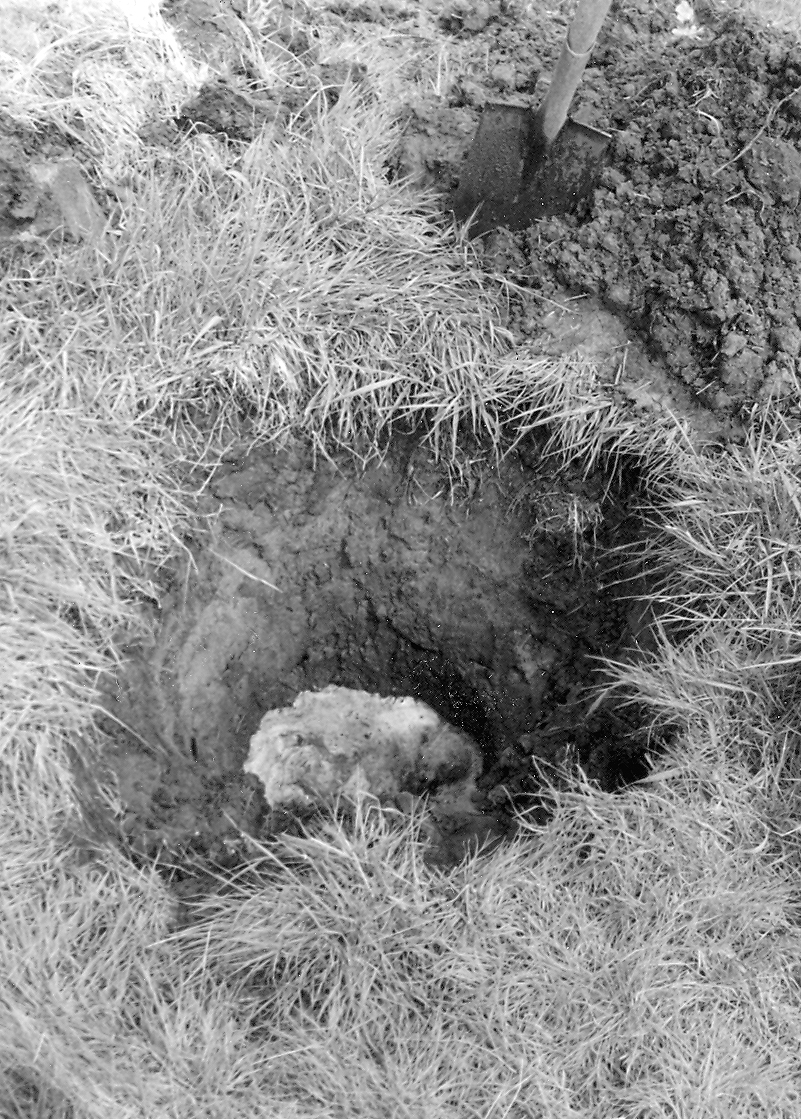
Freigelegte Solequelle im Dachbereich des Salzstockes Conow (Südwest-Mecklenburg)

Viele der in der Literatur als „Solequellen“ bezeichneten Grundwasseraustritte sind eigentlich keine Solequellen im Sinne der Definition, da ihr Gehalt an Natriumchlorid zwar erhöht ist, aber weniger als 10 g/l beträgt. Dazu gehören beispielsweise die Thermalquellen von Wiesbaden, Aachen oder die Fontaines Salées de Saint-Père. In deutschen Ortsnamen weist der Namenszusatz „Bad“ zusammen mit den Namensbestandteilen „Salz“ oder „Hall“ oft auf das Vorhandensein von Solequellen in der entsprechenden Ortschaft hin.
Bereits die alten Kelten nutzen die natürlichen Solequellen in den Nördlichen Kalkalpen im heutigen Hallein, Bad Reichenhall und Hallstatt. Damit begründeten sie die besondere wirtschaftliche und kulturelle Bedeutung dieser Siedlungen. Dort bilden sich natürliche Solen durch Auslaugung des Salzes im Haselgebirge, einer tektonischen Melange aus permischem und triassischem Steinsalz, Gips-/Anhydrit-, Ton- und Dolomitstein, die charakteristisch für die lokale Geologie ist. Die Salzkonzentrationen zwischen benachbarten Quellen schwanken stark.
Schon länger wird in der Region Salz nicht mehr nur aus natürlich austretender Sole gewonnen, sondern die Salzlager werden angebohrt und durch künstliche Einleitung von heißem Wasser abgelaugt (ausgesolt). Die so gewonnene Sole wird dann über Leitungen bis zu den Verarbeitungsbetrieben transportiert. Diese Methode wird prinzipiell auch bei der Salzgewinnung aus zahlreichen Salzstöcken unter der Norddeutschen Tiefebene angewendet (siehe dazu auch → Solende Salzgewinnung und → Kavernenspeicher).
Eines der bekanntesten Beispiele für die historische Salzgewinnung aus Solequellen sind die Salinen in Halle (Saale) (siehe auch → Halloren). Die Salzgewinnung soll dort sogar bis in die Jungsteinzeit ca. 2500 v. Chr. zurückreichen. Der Aufstieg der Sole steht mit der sogenannten Halleschen Marktplatzverwerfung in Zusammenhang. Die Anreicherung des Grundwassers mit Salz erfolgt im Zechstein-Salinar (Oberperm).
Im „Quellgrund“, einem Großerdfall in Bad Frankenhausen/Kyffhäuser befinden sich zwei artesische Brunnen, die Schüttschachtquelle und die Elisabethquelle. Zur Erschließung der  sulfathaltigen Sole wurden 1857 und 1866 zwei Bohrungen mit einer Tiefe von 343 m und 346 m niedergebracht und anschließend ausgebaut. Die Quelllinie ist an die Kyffhäuser-Südrandstörung gebunden, die dort die sulfatischen Gesteine Gips und Anhydrit des Zechsteins aufschließt. Die eingefasste Elisabethquelle liegt im sogenannten Hauptanhydrit der Leine-Formation („Zechstein 3“). Die Sole, deren Natriumchlorid (NaCl, „Steinsalz“) aus dem unterhalb der Leine-Formation lagernden Staßfurt-Steinsalz der Staßfurt-Formation („Zechstein 2“) stammt, wurde bereits seit der älteren Eisenzeit im 8. bis 6. Jahrhundert v. Chr. genutzt. Die Schüttschachtquelle ist 35 m von der Elisabethquelle entfernt. Sie wurde zunächst zur Salzgewinnung und erst später balneologisch und für Trinkkuren genutzt.
Die Solequellen von Bad Salzungen wurden erstmals 775 in einer Schenkungsurkunde von Karl dem Großen erwähnt. Der Salzgehalt dieser Quellen geht auf das Steinsalz der Werra-Formation („Zechstein 1“) zurück, die nur im Osten Thüringens und im Nordwesten Hessens größere Mengen an Steinsalz führt. Der ortsbildprägende Burgsee ist auf Subrosion des Werra-Salinars zurückzuführen.
Eine der historisch bedeutendsten Solequelllinien befand sich am Südrand des Münsterländer Kreidebeckens, am Hellweg. Diese Quellen werden durch Sole aus dem Untergrund des Münsterländer Kreidebeckens gespeist. Diese artesischen Solequellen lieferten die Sole für die Salinen in Unna-Königsborn, Werl, Soest, Sassendorf, Westernkotten und Salzkotten. Die Solequellen begründeten die wirtschaftliche Bedeutung und den Wohlstand der Orte am Hellweg. Heute sind insbesondere die westlich gelegenen Solequellen durch die Grundwasser-Sümpfung in Verbindung mit der Nordausdehnung des Steinkohlenbergbaus versiegt.
In Bad Gandersheim wurden im Gandetal mehrere Solequellen seit dem frühen Mittelalter genutzt. Bis auf die Roswithaquelle ist heute allerdings keine der alten Solequellen – Osteraquelle, Oda-Felsenquelle und Ludolfsquelle – mehr zugänglich. Auch die Salzquellen von Bad Gandersheim sind genetisch an die Auslaugung des Zechsteinsalinars im Untergrund gebunden.
In Salzgitter-Bad wurden die natürlich ausfließenden Solequellen seit Beginn des 13. Jahrhunderts zur Salzgewinnung in der Saline Salzliebenhalle genutzt. In der Ortslage von Salzgitter-Bad gelangt die Sole im Bereich von tektonischen Störungen an die Erdoberfläche. Auch dort geht die Sole auf die Ablaugung des Zechstein-Salinars zurück, was an der Erdoberfläche durch heute noch aktive Subrosionssenken zum Ausdruck kommt.